# فيرخنيروسكوي
فيركنيروسكويي (بالروسية: Верхнерусское) هي مدينة في مقاطعة ستافروبول كراي في روسيا.
يبلغ عدد سكانها حوالي 4257   نسمة.